# Håkon Grjotgardsson (c. 820-870)
No confundir con su nieto Håkon Grjotgardsson
Håkon Grjotgardsson (820 - 870), era el hijo y heredero del jarl de Lade Grjotgard Herlaugsson. Su hija Åsa, casó con Harald I de Noruega y fue madre de Guttorm Haraldsson. Tras la conquista de Møre y Fjordane, el gobierno de los nuevos territorios fue asignado a Rognvald Eysteinsson y Hákon Grjótgarðsson. 
Fue aliado de Harald I el de la hermosa cabellera en la unificación del territorio para subyugar los independientes reinos vikingos de Noruega a la corona. Håkon buscaba extender sus dominios al sur mientras el rey Harald avanzaba por las montañas de Noruega oriental con el fin de subyugar Trøndelag. No sin algún altercado armado, Håkon y Harald acordaron una unión de fuerzas conjuntas y a cambio Håkon fue nombrado jarl de Sunnfjord y Nordfjord. Håkon entró en conflicto con otro caudillo, Atli el Delgado que disputaban el territorio de Sogn y lucharon en la batalla de Fjaler (nórdico antiguo: Fjalir), donde Håkon murió en combate.

## Herencia
- Grjotgard Håkonsson.
- Åsa Håkonsdatter, sería una de las esposas de Harald I de Noruega y madre de Ketilbjörn Ketilsson, fruto de su primer matrimonio.
- Ingebjörg Håkonsdatter (n. 855), sería una de las esposas de Eyvind Lambi
- Unnur eldri Håkonsdatter (Unn la mayor, n. 856), sería la esposa de un hersir llamado Hrolf y de esa relación nacería Kolgrimur Hrolfsson (n. 901), que sería colono en Borgarfjörður, Islandia.[5]
- Herlaug Håkonsson (n. 858), murió en combate en la segunda batalla de Solskjell.
- Unnur yngri Håkonsdatter (Unn la menor, n. 862).